# Amphoe Wang Saphung
Amphoe Wang Saphung (Thai: อำเภอ วังสะพุง, Aussprache: ʔāmpʰɤ̄ː wāŋ sā.pʰūŋ) ist ein Landkreis (Amphoe – Verwaltungs-Distrikt) in der  Provinz Loei. Die Provinz Loei liegt im westlichen Teil der Nordostregion von Thailand, dem so genannten Isan.

## Geographie
Benachbarte Landkreise und Gebiete sind (von Norden im Uhrzeigersinn): die Amphoe Mueang Loei, Erawan, Pha Khao, Nong Hin, Phu Luang und Phu Ruea. Alle Amphoe liegen in der Provinz Loei.
Der wichtigste Fluss des Landkreises ist der Mae Nam Loei (Loei-Fluss). Im Westen des Landkreises liegt das Wildschutzgebiet Phu Luang (Phu Luang Wildlife Sanctuary).

## Wirtschaft
Landwirtschaft und Handel im ursprünglichen Sinne mit einfachsten Gerätschaften; langsamer Aufschwung durch Anbau von Gummibäumen und Ernte von Naturkautschuk.

## Geschichte
Khwaeng Wang Saphung war eine Stadt innerhalb von Mueang Lom Sak. Am 4. Januar 1907 wurde sie der Verwaltung von Mueang Loei untergeordnet.

## Verwaltung

### Provinzverwaltung
Der Landkreis Wang Saphung ist in zehn Tambon („Unterbezirke“ oder „Gemeinden“) eingeteilt, die sich weiter in 144 Muban („Dörfer“) unterteilen.
| Nr.  | Name          | Thai        | Muban | Einw.  |
| ---- | ------------- | ----------- | ----- | ------ |
| 01.  | Wang Saphung  | วังสะพุง      | 14    | 15.794 |
| 02.  | Sai Khao      | ทรายขาว     | 20    | 13.907 |
| 03.  | Nong Ya Plong | หนองหญ้าปล้อง | 20    | 16.438 |
| 04.  | Nong Ngio     | หนองงิ้ว      | 09    | 05.132 |
| 05.  | Pak Puan      | ปากปวน      | 12    | 07.910 |
| 06.  | Pha Noi       | ผาน้อย       | 19    | 13.163 |
| 010. | Pha Bing      | ผาบิ้ง        | 06    | 04.572 |
| 011. | Khao Luang    | เขาหลวง     | 13    | 09.940 |
| 012. | Khok Khamin   | โคกขมิ้น      | 20    | 14.799 |
| 013. | Si Songkhram  | ศรีสงคราม    | 11    | 09.488 |

Hinweis: Die fehlenden Nummern (Geocodes) gehören zu den Tambon, aus denen heute Amphoe Erawan besteht.

### Lokalverwaltung
Es gibt eine Kommune mit „Stadt“-Status (Thesaban Mueang) im Landkreis:
- Wang Saphung (Thai: เทศบาลเมืองวังสะพุง) bestehend aus den Teilen der Tambon Wang Saphung, Si Songkhram.

Es gibt zwei Kommunen mit „Kleinstadt“-Status (Thesaban Tambon) im Landkreis:
- Pak Puan (Thai: เทศบาลตำบลปากปวน) bestehend aus dem kompletten Tambon Pak Puan.
- Si Songkhram (Thai: เทศบาลตำบลศรีสงคราม) bestehend aus Teilen des Tambon Si Songkhram.

Außerdem gibt es acht „Tambon-Verwaltungsorganisationen“ (องค์การบริหารส่วนตำบล – Tambon Administrative Organizations, TAO):
- Wang Saphung (Thai: องค์การบริหารส่วนตำบลวังสะพุง) bestehend aus Teilen des Tambon Wang Saphung.
- Sai Khao (Thai: องค์การบริหารส่วนตำบลทรายขาว) bestehend aus dem kompletten Tambon Sai Khao.
- Nong Ya Plong (Thai: องค์การบริหารส่วนตำบลหนองหญ้าปล้อง) bestehend aus dem kompletten Tambon Nong Ya Plong.
- Nong Ngio (Thai: องค์การบริหารส่วนตำบลหนองงิ้ว) bestehend aus dem kompletten Tambon Nong Ngio.
- Pha Noi (Thai: องค์การบริหารส่วนตำบลผาน้อย) bestehend aus dem kompletten Tambon Pha Noi.
- Pha Bing (Thai: องค์การบริหารส่วนตำบลผาบิ้ง) bestehend aus dem kompletten Tambon Pha Bing.
- Khao Luang (Thai: องค์การบริหารส่วนตำบลเขาหลวง) bestehend aus dem kompletten Tambon Khao Luang.
- Khok Khamin (Thai: องค์การบริหารส่วนตำบลโคกขมิ้น) bestehend aus dem kompletten Tambon Khok Khamin.